# 安德魯·喬治
安德魯·喬治（Andrew George，1958年12月2日—）是一位英格蘭政治人物，他的黨籍是自由民主黨。在1997年至2015年，他擔任聖艾夫斯選區選出的英國下議院議員。他擁有牛津大學大學學院的農業經濟學碩士學位。